# Life Begins at the Hop
Life Begins at the Hop è il quinto singolo del gruppo pop inglese XTC, pubblicato nel 1979.

## Il disco
Entrambi i brani Life Begins at the Hop sono registrati al Town House di Londra, e sono prodotti da Steve Lillywhite, con Hugh Padgham come tecnico del suono e George Chambers come operatore ai nastri. Le prime 30 000 copie del singolo sono stampate su vinile trasparente. L'edizione australiana segnala la durata del lato A in 3 minuti e 23 secondi, ma in realtà dura 3 minuti e 46 come tutte le altre edizioni. Il retro dell'inserto dell'edizione giapponese fa riferimento al tour del gruppo e all'imminente uscita dell'album ancora con il suo titolo provvisorio di Third Story. Esiste una versione solo per DJ, con l'ultima frase di ogni strofa rimossa, della durata di 3 minuti e 23 secondi.

Life Begins at the Hop è il primo singolo in cui figura sul lato A un brano di Colin Moulding, ed è il primo disco degli XTC in cui figura Dave Gregory.

Il brano Homo Safari è il primo di una serie di sei brani a comporre la cosiddetta Homo Safari Series.

## Formazione
- Andy Partridge - chitarra e voce
- Colin Moulding - basso e voce
- Dave Gregory - chitarra e voce
- Terry Chambers - batteria

## Tracce 7"
Lato A
1. Life Begins at the Hop (Colin Moulding) - 3:46

Lato B
1. Homo Safari (Andy Partridge) - 2:14